# 70-й Рязький піхотний полк

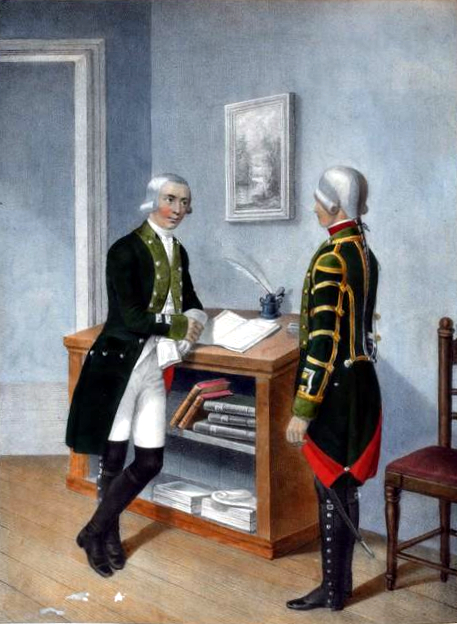
Обер-офіцер та музикант Рязького мушкетерського полка. 1797 — 1801 рр.

70-й Рязький піхотний полк (рос. дореф. 70-й пѣхотный Ряжскій полкъ ) — військова частина (піхотний полк)  Російської імператорської армії  в 1763-1918 роках.
Старшинство — 15 грудня 1763 року.
За часів свого існування полк був: пішим (1763-1769), піхотним (1769-1798, 1811-1918), мушкетерським (1798-1811).

## Дислокація
- Кашира Тульської губернії (1820 рік), другий батальйон — у Слобідсько-Українській губернії, при поселеній Уланській дивізії. Полк входив у 18-ту піхотну дивізію.

## Історія

### Ландміліцький полк1731-1763
В 1731 році, генералом Таракановим почалося будівництво фортець Української оборонної лінії де передбачалось розмістити 20 ландміліційних полків. Серед цих ландміліційних полків був Рязький полк, заснований у російському місті Рязьк (Тульської губернії), від назви міста полк дістав назву Рязький, а фортеця з 1738 року стала називатися Ряською. Його батальйони розміщувалися у фортецях Української лінії: 1-й батальйон полку (Крутоярська, яка з 1738 року отримала назву Ряська фортеця), 2-й батальйон полку (Нехворощанська, яка з 1738 року отримала назву Васильківська фортеця). Указом від 15 грудня 1763 року 20 ландміліцьких полків було перетворено на 10 піших полків та один кінний полк — Борисоглібський драгунський. 11 полків склали Українську дивізію.

### Піхотний полк1763-1918
15 грудня 1763 року  — Український корпус, що складався з 20-ти кінних полків, переформований в один кінний полк (Борисоглібський) і 10 піших, у тому числі піший Рязький у складі 2-х батальйонів, кожен по одній гренадерської та 5-ти мушкетерських рот, що склали Українську дивізію.
16.01.1769 — Рязький піхотний полк.
31.10.1798 - мушкетерський генерал-майора Седморацького полк.
28.06.1799 - мушкетерський генерал-майора Ланжерона полк.
31.03.1801 — Рязький мушкетерський полк.
22.02.1811 — Рязький піхотний полк.
1812 рік — під час Франко-російської війни Рязький і Апшеронський піхотні полки складали 2-гу бригаду 9-ї піхотної дивізії корпусу генерал-лейтенанта Маркова, 3-ї резервної обсерваційної армії генерала від кавалерії Тормасова.
З 1833 року входив до складу 9-ї піхотної дивізії (10-й армійський корпус).
28.01.1833 - приєднаний 30-й єгерський полк.
25.03.1864 - 70-й піхотний Рязький полк.
01.01.1876 - 70-й піхотний Рязький генерал-ад'ютанта князя Суворова полк.
06.02.1882 — 70-й піхотний Рязький полк
Полк - активний учасник Першої світової війни, зокрема, Віленської операції у серпні - вересні 1915 р.

## Відзнаки
1. Полковий Георгіївський прапор, за 1814 рік, з Ювілейною стрічкою;
2. Знаки на головні убори, за 1804-59 роки;
3. Знаки на головні убори за Чечню 1857-1859 роки;
4. Георгіївські труби, за переправу через Дунай у Галаца 10 червня 1877 рік.

## Однострій

### Однострій 1736 року
Мундир ландмілійних полків складався з білих каптанів з червоною обробкою, червоних камзолів, козлових штанів, білих і чорних капелюхів — все на кшталт армійських. У кінному строю ландміліціонери використовували чоботи з клапанами, накладними шпорами і штибель-манжетами, а в пішому - черевики зі штиблетами з грубого полотна. Гренадери замість капелюхів мали білі гренадерські високі шапки-ковпаки з червоною обробкою і мідною бляхою на лобі з гербом полку — також за типом армійських. 

### Франко-російська війна1812року
Однострої піхотного зразка, окрім піхоти носили у пішій артилерії, а також піонерні та морські полки. 
Мундир з темно-зеленого сукна, піхотного типу, двобортний, до талії (без юбки), який мав позаду фалди. Комір зрізаний під прямим кутом, застібався до верху на три гачки. Лівий борт мундиру, заходив на правий і застібався  на шість пласких металевих ґудзиків. На лівий борт симетрично нашивалися такі ж ґудзики. Рукав мундиру закінчувався обшлагом, на який перпендикулярно нашивався клапан з 3 ґудзиками. Мундир мав два погони, зрізані у коміра кутом; цією стороною погон застібався на ґудзик. Фалди мундиру мали відвороти, які звужувалися у талії, а позаду вигиналися настільки, щоб кути відворотів зійшлися поміж собою і в цьому місці нашивався ґудзик. Такі ж ґудзики нашивалися позаду на ліфі, у місці приєднання фалд, у шов спинки. 
Колір коміра, погон, клапанів і обкладки фалд був по полкам та по роду зброї, а саме: комір, обшлага і обкладка фалд в полках важкої піхоти – червоний, єгерських полках – темно-зелені, з червоною облямівкою по вільному краю. У морських полках облямівка замість червоної, була біла. У артилерії та піонерів ті ж частини мундирів були чорні з червоною облямівкою по зовнішньому краю. Рукавні клапани у полків важкої піхоти були темно-зелені без облямівки, у єгерів, артилерії, піонерів, такі ж самі, але з червоною облямівкою; у морських полках облямівка клапану була біла.
Погони у всіх гвардійських та гренадерських полках, а також в перших піхотних та морських полках дивізії – червоні, в других – білі, в третіх – жовті, в четвертих – темно-зелені з червоною облямівкою по вільному краю.  У перших єгерських полків дивізії погони були – жовті, у других – світло-сині. В артилерії погони були червоні, а у піонерів в першому полку – червоні, в другому – білі. Металевий прибор у піонерів білий (олов’яні ґудзики), у інших частин – жовтий (мідні ґудзики). В армійських частинах на погон нашивалася цифра з шнура: на жовтих та білих погонах – з червоного шнура; на червоних, світло-синіх, темно-зелених погонах – з жовтого шнура. В гренадерських полках, на погоні нашивалася перша літера назви полку, а в піхотних, єгерських, морських полках – номер дивізії. В артилерії нашивався номер роти з додаванням першої літери назви (Б-батарейні роти, Л-легкі роти, П-понтонні роти). В піонерських полках: в першому – 1П, в другому – 2П. Знаком розрізнення гвардійців та лейб-гренадер, були басонні петлиці в два ряди на комірі та в три ряди на клапані обшлагу (гвардія- жовті, лейб-гренадери – білі). 
Панталони зимні суконні, вузькі: у важкої піхоти - білі без облямівки, у єгерських і морських полків – темно-зелені з облямівкою по шву (у перших червона, у других – біла), у артилерії - темно-зелені без облямівки, у понтонних ротах та піонерських полках – сірі без облямівки. Літні панталони у всіх однакові, білі полотняні.     
Ківера на початку 1812 року встановлені низькі з розвалом та вигином у верхній частині. Ковпак був з чорного сукна, дно, верхній та нижній краї обшиті шкірою. Попереду, шкіряний козир, посередині герб, зверху ріпійок-кокарда. З боків застібки у вигляді паску, з нашитою металевою лускою. Етишкети були в піхоті були білі, в артилерії і піонерських полках – червоні. Ріпійки були овальні, кольору окремого в кожній роті. В полках гвардійської важкої піхоти і в гренадерських полках всі нижні чини, а в піхотних та єгерських полках чини гренадерських взводів, гренадерських рот, мали на ківерах високі чорні, закруглені зверху султани. Султани вставлялися позаду ріпійка. Герб був зі штампової жерсті у піонерів, жовтої міді – у інших армійських частин. В гренадерських і морських полках, а також в гренадерських ротах піхотних та єгерських полків і саперних ротах піонерських полків – гренади були з трьома полум’ям; в інших ротах- з одним полум’ям; гвардійській піхоті гербом слугував орел зразку 1808 року з червоної міді. У гвардійській артилерії гербом слугував орел з арматурою з гармат та ядер, в армійській артилерії гренада з одним полум’ям, зі схрещеними гарматами зверху.  
Фуражні кашкети були суконні, з тулією темно-зеленого сукна та кольоровою околією (важка піхота – червоний, морська та єгерські полки- темно-зелений, у піонерів та артилерії – чорний). Облямівка поверху кашкета та околі, особливого для кожної роти, поєднання. На околю кашкета нашивався номер і початкова літера назва роти (для гвардійських «Гр.Р.», для інших «Р.»). 
Шинель грубого сірого сукна, однобортна, застібалася на сім ґудзиків Шинель мала стоячий комір, як у мундиру (в гвардії без петлиць). 
Унтер офіцери мали галунну обшивку (колір відповідав металевому прибору), по вільному краю коміра і обшлагів мундиру. В тих частинах де військовики мали султани на ківерах, унтер-офіцери їх мали також, але не суцільно чорні, а з білим верхів’ям та вертикальною помаранчевою смужкою. Ріпійки на ківері, були не кольорові, а діагонально розділені на чотири частини (верхня та нижня - сірі, ліва та права – білі).
Нестройові чини, мали особливий однострій: кашкет з козирком, однобортний мундир (з 6 ґудзиками) та чакчири – все сірого сукна. По околі та тулії кашкету, по вільному краю коміра, обшлагів, обшлажних клапанів мундиру і по шву чакчир – облямівка відповідного кольору. Така ж облямівка нашивалася з обох боків на сірій стрічці, яка нашивалася на відвороти фалд і по краям дворядного сірого лампасу на чакчирах. Колір облямівки був: червоний – важка піхота, темно-зелений – легка піхота, чорна – спеціальні війська. Погони були лише в гвардії (в піхоті кольору околі кашкетів стройових чинів, в артилерії – червоні). В гвардії також нашивалися петлиці: один ряд – комір, три ряди – облажні клапани. Нестройові унтер-офіцерського звання, носили такі ж галуни як і стройові унтер-офіцери. 
Офіцерський мундир, був того ж крою, що і у нижніх чинів. Але замість погон на ньому були еполет, для пристібання яких на комірі було передбачено ґудзика біля коміру, а поперек плеча нашивався контр-погон з мундирного сукна. Ґудзики мундирів були золотисті чи сріблясті. Мундири гвардійських та лейб-гренадерських офіцерів мали особливе шиття чи петлиці на комірах та на клапанах обшлагів. Вигляд шиття та петлиць в кожній гвардійській чи лейб-гренадерській частині був особливий. Еполети були кольору металевого прибору, поле еполету: в гвардії з золоченої рогожки, в інших частинах суконне, кольору погонів нижніх чинів. Літери і цифри на еполетах, такі ж самі як на погонах у нижніх чинів, але з срібного чи золотого шнура. Виток навколо широкої часті еполету був дворядний у піхоті (внутрішній тонкий, зовнішній широкий) та однорядний широкий в артилерії та у піонерів. Еполети штаб-офіцерів мали тонку бахрому (як внутрішній виток), а генералів товсту бахрому (як зовнішній виток). Ківера офіцерів, аналогічні тим, що використовували нижні чини, але металевий прибор визолочений чи висріблений, кокарда срібна, з вензелем імператора на чорно-помаранчевому тлі. В полках і відділках які мали султани на ківерах, офіцери також мали чорні султани, як у рядових. Офіцерський кашкет, як у нижніх чинів, але без ротних облямівок, номеру роти, а також мав козирок. Офіцерський капелюх мав галунну петлицю, в нижній частині якої розміщувався ґудзик, також кокарду у вигляді чорної розетки з помаранчевою облямівкою. Зверху капелюху був чорний султан з пір’я півня. Офіцери поза строєм одягали темно-зелені сюртуки та панталони. Офіцерські сюртуки, темно-зеленого мундирного сукна, покрою як мундир, але поли були нижче коліна. Обшлаги сюртуків, без клапанів, кольору як і на мундирі. Шинелі, як у нижніх чинів, але без погонів. Штаб-офіцери мали еполети з бахромою та золочений нагрудний знав (горжет). Обер-офіцери мали еполети без бахроми, чин офіцера вказувався по комбінації матеріалів (золото та срібло) поля та кайми офіцерського знаку, орла на офіцерському знаці. Генерали ківерів та нагрудних знаків не носили, на еполетах була товста бахрома.
Чини Рязького піхотного полку, мали на темно-зеленому мундирі червоні коміри, обшлаги (з темно-зеленими клапанами), відвороти фалд. Погони нижніх чинів та поле офіцерського еполету були жовтого кольору (як у 3-го полку дивізії) на якому була цифра (номер дивізії) «9».

## Шефи полку
Шефи або почесні командири:
- 1795 - генерал-майор князь Горчаков Олексій Іванович 1-й.
- 27.07.1797 — 11.08.1798 — генерал-майор Лівен Карл Андрійович 1-й
- 11.08.1798 — 13.05.1799 — генерал-майор Седморацький Олександр Карлович
- 13.05.1799 — 12.04.1806 — генерал-лейтенант граф Луї Олександр Андро де Ланжерон
- 12.04.1806 — 13.04.1811 — генерал-ад'ютант, генерал-лейтенант Аркадій Олександрович Суворов-Римникський
- 15.05.1811 — 22.06.1815 — полковник Медінцев Яків Опанасович
- 30.08.1860 — 06.02.1882 — генерал-ад'ютант, генерал від інфантерії Олександр Аркадійович Суворов-Римникський

## Командири полку
- ? - 08.10.1797 - полковник Бем Федір Андрійович
- 08.10.1797 - 01.02.1798 - полковник граф Остерман-Толстой Олександр Іванович
- 12.07.1798 — 05.01.1802 — майор (з 12.08.1798 підполковник, з 11.10.1799 полковник) Лаптєв Василь Данилович
- 05.01.1802 — 12.11.1802 — генерал-майор Рєпнінський Сергій Якович
- 16.01.1803 — 18.11.1804 — полковник Жердюк Андрій Федорович
- 09.01.1805 — 16.03.1807 — підполковник (з 23.04.1806 полковник) Богданов
- 16.03.1807 — 20.12.1807 — полковник Зеленін Олександр Степанович
- 30.08.1810 — 24.06.1811 — підполковник Єврєїнов Ілля Олексійович
- 03.11.1811 — 23.08.1813 — майор Кільхен Карл Андрійович
- 22.06.1815 — 30.08.1816 — полковник Медінцев Яків Опанасович
- 30.08.1816 — 15.04.1821 — підполковник Листовський
- 15.04.1821 — 05.05.1829 — підполковник (з 26.11.1823 полковник) Лукаш Микола Євгенович
- 05.05.1829 - 21.04.1833 - підполковник (з 11.03.1830 полковник) граф Толстой Олександр Дмитрович
- 28.01.1833 — 22.06.1838 — полковник (з 03.04.1838 генерал-майор) Пантелеєв Ілля Андрійович
- 27.10.1843 — 16.01.1852— полковник (з 08.04.1851 генерал-майор) Левуцький Федір Григорович
- 03.10.1853 — 22.02.1860 — полковник (з 26.08.1856 генерал-майор) Ганецький Микола Степанович
- 22.02.1860 - хх.хх.1863 - полковник Іверсен Еміль Богданович
- 23.06.1863 — 30.05.1867 — полковник граф Татищев Іван Дмитрович
- 27.01.1876 — 20.04.1885 — полковник (з 15.03.1883 генерал-майор) Шелковников Іван Якович
- 12.05.1885 — 26.11.1891 — полковник Радзішевський Іван Іванович
- 02.12.1891 — 26.02.1894 — полковник Завадський Віктор Валентійович
- 03.03.1894 — 25.10.1895 — полковник Михайлов Мілій Кіндратович
- 25.10.1895 — 05.02.1898 — полковник Голембатовський Михайло Григорович
- 05.02.1898 — 06.10.1899 — полковник Гусаков Єпіфаній Арсенович
- 31.10.1899 — 10.06.1903 — полковник Пясецький Петро Васильович
- 18.06.1903 — 07.12.1906 — полковник Мінко Кирило Борисович
- 15.12.1906 — 27.04.1909 — полковник Ларіонов Яків Михайлович
- 23.06.1909 — 02.06.1910 — полковник Білокопитов Михайло Петрович
- 02.06.1910 — 22.11.1911 — полковник Павлов Дмитро Петрович
- 02.01.1912 — 30.09.1914 — флігель-ад'ютант полковник Житкевич Володимир Олександрович
- 30.09.1914 — 22.01.1915 — полковник Брюхов Володимир Володимирович
- 04.02.1915 — 20.02.1917 — полковник Брюхов Володимир Володимирович
- 31.03.1917 - 28.04.1917 - полковник Ізмайлов
- 28.04.1917 - 24.10.1917 - полковник Соловйов

## Відомі люди, які служили в полку
- Шандрук Павло Феофанович — український військовий діяч часів УНР, генерал-хорунжий армії УНР (1920), генерал-полковник в екзилі, дійсний член НТШ.
- Юхим Білопольський — український медик, засновник військової медицини в Російській імперії, головний лікар у війську російського полководця Олександра Суворова.